# Birgitta Bremer
Birgitta Bremer (née le 17 janvier 1950) est une botaniste et universitaire suédoise, professeur à l'université de Stockholm et directrice du Bergianska trädgården.

## Carrière
Le professeur Bremer a obtenu son doctorat en botanique en 1980 à l'université de Stockholm, avec la thèse « Taxonomy of mosses of the genus Schistidium » (en français Taxonomie des mousses du genre Schistidium).
En 1981, elle est nommée professeur à l'université de Stockholm. De 1983 à 1990, elle a été instructrice de systématique.
Entre 1990 et 2000, elle a été instructrice systématique de botanique (en) ; en 2000-2001, elle a été doyenne du département de systématique ; de 2000-2004, professeur de systématique moléculaire végétale.
Depuis 2002, elle est directrice de la Fondation Bergius et directrice du Jardin Botanique. Depuis 2004, elle est professeur de systématique à l'université de Stockholm.

## Récompenses
Le 11 février 2009, le professeur Bremer, professeur Bergianus de la Fondation Bergius de l'Académie royale des sciences de Suède, a été élu membre de l'Académie royale des sciences de Suède (Kungliga Vetenskapsakademien, KVA).

### Articles
- (en) Birgitta Bremer et Torsten Eriksson, « Time Tree of Rubiaceae: Phylogeny and Dating the Family, Subfamilies, and Tribes », International Journal of Plant Sciences, vol. 170, no 6,‎ août 2009, p. 766–793 (DOI 10.1086/599077, S2CID 49332892)
- (en) Jesper Kårehed, Inge Groeninckx, Steven Dessein, Timothy J. Motley et Birgitta Bremer, « The phylogenetic utility of chloroplast and nuclear DNA markers and the phylogeny of the Rubiaceae tribe Spermacoceae », Molecular Phylogenetics and Evolution, vol. 49, no 3,‎ décembre 2008, p. 843–866 (PMID 18950720, DOI 10.1016/j.ympev.2008.09.025)
- (en) Bengt Oxelman, Per Kornhall, Richard G. Olmstead et Birgitta Bremer, « Further Disintegration of Scrophulariaceae », Taxon, vol. 54, no 2,‎ 1er mai 2005, p. 411–425 (DOI 10.2307/25065369, JSTOR 25065369)
- (en) Sylvain G. Razafimandimbison, Joachim Moog, Henrik Lantz, Ulrich Maschwitz et Birgitta Bremer, « Re-assessment of monophyly, evolution of myrmecophytism, and rapid radiation in Neonauclea s.s. (Rubiaceae) », Molecular Phylogenetics and Evolution, vol. 34, no 2,‎ février 2005, p. 334–354 (PMID 15619446, DOI 10.1016/j.ympev.2004.10.005)
- (en) Birgitta Bremer et al., « An update of the Angiosperm Phylogeny Group classification for the orders and families of flowering plants: APG II », Botanical Journal of the Linnean Society, vol. 141, no 4,‎ avril 2003, p. 399–436 (DOI 10.1046/j.1095-8339.2003.t01-1-00158.x)
- (en) Vojtech Novotny, Yves Basset, Scott E. Miller, George D. Weiblen, Birgitta Bremer, Lukas Cizek et Pavel Drozd, « Low host specificity of herbivorous insects in a tropical forest », Nature, vol. 416, no 6883,‎ 25 avril 2002, p. 841–844 (PMID 11976681, DOI 10.1038/416841a, Bibcode 2002Natur.416..841N, S2CID 74583)
- (en) Maria Backlund, Bengt Oxelman et Birgitta Bremer, « Phylogenetic relationships within the Gentianales based on NDHF and RBCL sequences, with particular reference to the Loganiaceae », American Journal of Botany, vol. 87, no 7,‎ juillet 2000, p. 1029–1043 (PMID 10898781, DOI 10.2307/2657003, JSTOR 2657003)
- (en) Ove Eriksson et Birgitta Bremer, « Pollination Systems, Dispersal Modes, Life Forms, and Diversification Rates in Angiosperm Families », Evolution, vol. 46, no 1,‎ février 1992, p. 258–266 (PMID 28564968, DOI 10.1111/j.1558-5646.1992.tb02000.x, JSTOR 2409820, S2CID 39336718)

### Livres
- (en) Birgitta Bremer, Taxonomy of Schistidium, 1980 (ISBN 9171461043), p. 8
- (en) Kåre Bremer, Birgitta Bremer et Mats Thulin, Introduction to phylogeny and systematics of flowering plants, vol. 33, coll. « Acta Universitatis Upsaliensis / Symbolae botanicae Upsalienses » (no 2), 2003 (ISBN 9155458289), p. 102
- (en) Birgitta Bremer, Phylogeny of the Rubiaceae (Chiococceae) based on Molecular and MOrphological data – Useful Approaches for Classification and Comparative Ecology, vol. 72 et 79, Missouri Botanical Garden, 1992, 767 p.